# Broomicephalus
Broomicephalus es un género extinto de terápsidos, gorgonópsidos. Era un animal de mediano tamaño con un hocico grande y ancho. Su cráneo tenía una longitud de 21 cm y pudo medir aproximadamente 1.1 m. Vivió durante en el Wuchiapingiense del periodo Pérmico Superior y fue descubierto en Sudáfrica.